# 生島五三郎 (検事)
生島 五三郎（いくしま ごさぶろう、前名・敏治、1896年〈明治29年〉11月27日 - 1973年〈昭和48年〉5月13日）は、日本の検事、弁護士。石川島播磨重工業顧問。

## 経歴
兵庫県神戸市出身。先代五三郎の長男。
1920年、東京帝国大学法学部仏法科を卒業。1933年、家督を相続し、前名敏治を改め襲名する。大阪、神戸各検事を経て1940年、京都地方裁判所検事。神戸保護観察所長。
1944年、高松地方検察庁検事正。1945年、福岡地方検察庁検事正。後に退官し弁護士となる。
1973年、心臓弁膜症のため大阪府豊中市内の自宅で死去。満76歳没。

## 人物
生島五郎兵衛の養甥。多額納税者である。著書には『皇陵巡拝記』がある。宗教は真宗本願寺派、真宗。趣味は野球、運動、演芸、絵画。兵庫県在籍で、住所は神戸市灘区岩屋北、大阪府豊中市岡町北2丁目。

## 家族・親族
生島家
生島家は神戸市草分けの旧家で代々「松屋」と称し、地家主である。
- 父・五三郎（1868年 - 1933年、兵庫県多額納税者、地家主）[2]
- 母・きと（1875年 - ?、兵庫、安国幸左衛門の姉）[2][4]
- 妻・博子（1903年 - ?、愛知、伊藤由太郎の二女）[5][6]
- 長男[5]

親戚
- 伊藤由太郎（地主、農業、愛知県多額納税者、貴族院議員）[6]
- 生島五郎兵衛（兵庫県多額納税者、地家主）